# Cololejeunea mocambiquensis
Cololejeunea mocambiquensis là một loài Rêu trong họ Lejeuneaceae. Loài này được S.W. Arnell mô tả khoa học đầu tiên năm 1955.